# Rupert Hall
Rupert Hall es el nombre por el que siempre se conoció a Alfred Rupert Hall (Stoke-on-Trent, 26 de julio de 1920-5 de febrero de 2009) eminente historiador de la ciencia británico, especialista en Isaac Newton.

## Trayectoria
Rupert Hall (nunca usó su primer nombre Alfred) se educó en la escuela Alderman Newton, en Leicester. Después Hall fue al Christ's College de Cambridge, en 1938, para licenciarse en Historia, pero la Segunda Guerra Mundial interrumpió sus estudios; sirvió en el norte de África y en Italia, dentro de la "Royal Corps of Signals".
Completaría sus estudios inmediatamente, en 1946. A continuación preparó el doctorado sobre inventos, concretamente versó sobre los trabajos de balística del siglo XVII, buscando las conexiones entre ciencia y tecnología (Ballistics in the seventeenth century , 1952). En 1948, Hall obtuvo el puesto de primer curador del Whipple Museum, de Historia de la Ciencia, en Cambridge. En 1949 fue elegido miembro del Christ's College. Se casó por vez primera, pero se divorció antes de 1959.
Si bien la sociedad británica de Historia de la ciencia (BSHS) se fundó en 1947, y los Annals of Science llevaban imprimiéndose desde 1937, como en muchos otros países (así España, Francia o Alemania) la Historia de la ciencia, estaba dominada por científicos y la estudiaban desde la perspectiva del presente. Rupert Hall, que vebía de la historia, dio un sesgo original a esa disciplina mal desarrollada, con una visión temporal y contextual de vuelo, lo que asentó su prestigio.
Por su lado, Marie Boas (1919–2009), la futura historiadora de la ciencia, llegó de EE. UU. para estudiar los manuscritos de Robert Boyle, y conoció a Rupert Hall, que trabajaba entonces sobre Isaac Newton. En 1959, Hall fue a América para casarse con ella.
En 1963, Rupert Hall regresó para incorporarse al Imperial College de Londres: allí sería el primer profesor de historia de la ciencia.
Fue editor de textos no publicados de Isaac Newton (1962), y además se ocupó de la correspondencia de Newton (1977). Ambos trabajos los hizo con su inseparable Marie Boas Hall.
Entre 1962 y 1986, Hall editó trece volúmenes de correspondencia del importante difusor de la ciencia clásica moderna Henry Oldenburg.
Ganó la Medalla George Sarton, el premio más prestigioso de la History of Science Society, junto con su mujer en 1981. Marie Boas Hall murió en 2009, 18 días después de él.

## Obra
- Ballistics in the seventeenth century ; a study in the relations of science and war with reference principally to England, Cambridge, Cambridge University Press, 1952.
- The Scientific Revolution, 1500-1800; the formation of the modern scientific attitude, Londres, Longmans / Green, 1954.
- Isaac Newton. Unpublished scientific papers of Isaac Newton: a selection from the Portsmouth collection in the University Library, Cambridge, Cambridge, Cambridge University Press, 1962 (Ed. con Marie Boas Hall).
- Correspondence of Henry Oldenburg, Madison, University of Wisconsin Press, 1965 (Ed. con Marie Boas Hall).
- The Cambridge Philosophical Society: a history, 1819-1969, Cambridge, Scientific Periodical Library, 1969.
- Philosophers at war: the quarrel between Newton and Leibniz, Cambridge, Cambridge University Press, 1980.
- From Galileo to Newton, Nueva York, Dover, 1981.
- The Revolution in Science, 1500-1750, 3ª ed. Londres, Longman, 1983. La revolución científica, Barcelona, Crítica, 1985, ISBN 978-84-7423-257-8    .
- Henry More: magic, religion, and experiment, Oxford, Blackwell, 1990, biografía
- Isaac Newton, Adventurer in Thought, Oxford, Blackwell, 1992, biografía.
- History of Technology, Londres, Mansell; con Norman Alfred Fisher Smith.